# 島根県道206号波子停車場線
島根県道206号波子停車場線（しまねけんどう206ごう はしていしゃじょうせん）は、島根県江津市を通る一般県道である。

## 概要
JR西日本山陰本線 波子駅から国道9号交点に至る。

### 路線データ
- 起点：江津市波子町（JR西日本山陰本線 波子駅前、島根県道300号跡市波子停車場線・島根県道301号佐野波子停車場線終点）
- 終点：江津市波子町（国道9号交点、島根県道300号跡市波子停車場線・島根県道301号佐野波子停車場線上）

## 歴史
- 1966年（昭和41年）3月29日 - 島根県告示第423号により認定される。
- 1972年（昭和47年）頃 - 現行の県道番号に変更される。

## 路線状況

### 重複区間
- 島根県道300号跡市波子停車場線・島根県道301号佐野波子停車場線（江津市波子町（全線））

## 地理

### 通過する自治体
- 江津市

### 交差する道路
| 交差する道路                                                                                                 | 交差する場所 | 交差する場所 |
| --- | ------------ | ------------ |
| 島根県道300号跡市波子停車場線 重複区間起点 島根県道301号佐野波子停車場線 重複区間起点                        | 波子町       | 起点         |
| 国道9号 国道186号 重複 島根県道300号跡市波子停車場線 重複区間終点 島根県道301号佐野波子停車場線 重複区間終点 | 波子町       | 終点         |

### 沿線
- JR西日本山陰本線 波子駅
- 波子海水浴場